# Курчова-Весь
Курчова-Весь (пол. Kurczowa Wieś) — село в Польщі, у гміні Ясенець Груєцького повіту Мазовецького воєводства.
Населення — 120 осіб (2011).
У 1975-1998 роках село належало до Радомського воєводства.

## Демографія
Демографічна структура станом на 31 березня 2011 року:
|          | Загалом | Допрацездатний вік | Працездатний вік | Постпрацездатний вік |
| -------- | ------- | ------------------ | ---------------- | -------------------- |
| Чоловіки | 67      | 18                 | 41               | 8                    |
| Жінки    | 53      | 8                  | 31               | 14                   |
| Разом    | 120     | 26                 | 72               | 22                   |